# Пушкино (Хабаровский край)
Пу́шкино — село в Бикинском районе Хабаровского края в составе сельского поселения «Село Пушкино».

## География
Село Пушкино стоит на реке Горбун, в долине (левобережье) реки Бира.
Дорога к селу Пушкино идёт на восток от автотрассы «Уссури», расстояние до перекрёстка около 3 км.
Расстояние от перекрёстка до Лермонтовки (по мосту через реку Бира) около 1 км.
Расстояние до Бикина (на юг по автотрассе «Уссури») около 49 км.

## История
Село основано переселенцами из Киевской губернии в 1901 году. Названо в честь русского поэта А. С. Пушкина.

## Население
| 1992 | 2002 | 2010 | 2011 | 2012 | 2013 | 2014 |
| ---- | ---- | ---- | ---- | ---- | ---- | ---- |
| 781  | ↘637 | ↘472 | ↘471 | ↘466 | ↘454 | ↘443 |
| 2015 | 2016 | 2017 | 2018 | 2019 | 2020 | 2021 |
| ↗445 | ↘441 | ↗444 | ↗446 | ↘442 | ↘431 | ↘346 |

## Образование
- МОУ «Село Пушкино»[15]